# Dražen Pomykalo
Dražen Pomykalo (Zagreb, 1952.), hrvatski fotograf.

## Životopis
Rodio se je 1952. u Zagrebu, u uglednoj zagrebačkoj obitelji.
Nakon završene gimnazije upisuje Pravni fakultet, ali ga godine 1976. prekida radi odlaska u vojsku. Usporedno sa studiranjem stječe fotografsku kvalifikaciju majstora u CUO 8. svibnja.
Njegova dalja biografija slijedi njegov nemirni duh. Najprije se zapošljava u zagrebačkoj »Borbi«, nakon toga u Muzeju revolucije SRH, da bi se godine 1987. zaposlio u poduzeću Velebit, a već godine 1990. u privatnoj tvrtki EGH Grijanje.
Fotografijom se bavi od godine 1970, od kada je i član Fotokluba Zagreb.
Sudjeluje na dvjestotinjak izložbi fotografije u zemlji i inozemstvu, gdje osvaja dvadesetak različitih nagrada.
Održao je i nekoliko samostalnih izložbi fotografije, i to: Zagreb (1974., 1976., 1978.), Čakovec (1984.), Zagreb (1985.) i Varaždin (1986.).
Godine 1990. u požaru u njegovu stanu uništena je njegova arhiva pa zasigurno navedeni podaci nisu konačni.
Član je ZUH-a.
Fotografijom kao jedinim zanimanjem bavi se od godine 1977. Od 1978. surađivao je s NZ Znanje iz Zagreba na ilustriranju naslovnih stranica za biblioteke HIT i Evergreen. Surađivao je i s izdavačkom kućom Liber. Dok je bio zaposlen u Muzeju revolucije, surađivao je i s ostalim muzejima poput Etnografskog, Hrvatskog školskog i Prirodoslovnog muzeja. Kao svestrani fotograf surađivao je i sa Školskom knjigom, zagrebačkom Mladosti i Grafičkim zavodom Hrvatske.
Danas živi i radi u Zagrebu.

## Golf
Jedan je od obnovitelja golfa u Hrvatskoj 1991. godine. Danas je predsjednik Natjecateljske komisije HGU, kojoj je suosnivač. Obnaša dužnost dopredsjednika udruge hrvatskih golfskih sudaca. Kroničar je golfskog športa u Hrvata.
Prva brošura o golfu na hrvatskom jeziku napisana je i izdana 1993., a autor je upravo Dražen Pomykalo. Pomykalo je također i autor prve brošure na hrvatskom jeziku o golfskim pravilima. Objavljena je 1994. godine.